# Valeriy Brumel
Pour les articles homonymes, voir Brumel.
Valeriy Nikolayevich Brumel (en russe : Валерий Николаевич Брумель, Valeri Nikolaïevitch Broumel) est un athlète soviétique spécialiste du saut en hauteur, né le 14 avril 1942 dans le village de Razvedki (oblast de l'Amour, Sibérie, URSS) et mort le 26 janvier 2003 à Moscou.
Il a marqué durablement la discipline dès le début des années 1960 en améliorant à six reprises le record du monde et le faisant progresser de cinq centimètres en trois ans à peine, sa meilleure marque de 2,28 m, établie en 1963, n'est améliorée que huit ans plus tard. Vice-champion olympique en 1960, il devient champion d'Europe en 1962 avant de remporter le titre olympique en 1964. Sa carrière subit un coup d’arrêt après un accident de motocyclette survenu en 1965 à Moscou, quelques jours après sa dernière compétition en France. Quatre années plus tard, après des opérations destinées à lui redonner l’usage normal d’une jambe, il parvient à revenir à un niveau international, mais insuffisant pour remporter des titres, ce qui le conduit à interrompre définitivement sa carrière d’athlète. 

## Biographie

### Jeunesse et débuts au saut en hauteur
Originaire de Razvedki, village de l’oblast de l'Amour en Sibérie soviétique, près de la frontière avec la Chine, le jeune Valeriy Brumel commence le saut en hauteur à l'âge de 12 ans. Il apprend à sauter avec la technique du rouleau ventral et franchit rapidement 1,65 m en 1956 puis 1,75 m l'année suivante. Formé à Lougansk, en Ukraine soviétique, où il réside avec sa famille, il suit les conseils de Pyotr Stein, son premier entraineur, qui le pousse à une préparation physique intensive basée sur la musculation des jambes aux poids et haltères. En 1958, âgé alors de 16 ans seulement, ses performances passent de 1,75 m à 1,95 m. Bénéficiant d'une bourse d'études à Moscou, il entame une collaboration avec l'entraineur Vladimir Dyatchkov, grand spécialiste soviétique de la discipline. Ce dernier s'attelle alors à améliorer sa technique de course d'élan et d'appel, et corrige par ailleurs les défauts de synchronisation de ses mouvements. Les premiers résultats se font rapidement sentir : il réalise successivement 2,01 m, 2,03 m, puis 2,08 m lors de la saison 1959. Sixième seulement des Championnats d'URSS de 1960, Brumel se distingue sur le plan international en franchissant 2,13 m, puis en établissant le 13 août 1960 à Moscou un nouveau record d'Europe avec 2,17 m. Âgé de 18 ans seulement, il améliore ainsi d'un centimètre la précédente meilleure marque continentale de son compatriote Yuriy Stepanov, atteinte trois ans plus tôt.

### Médaillé olympique à Rome en 1960

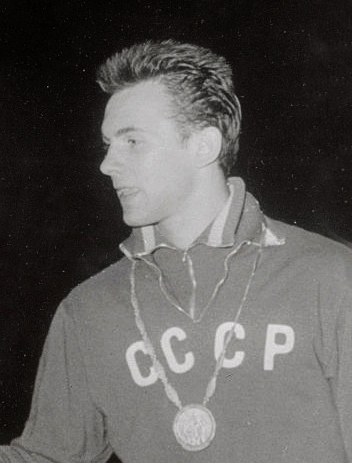
Valeriy Brumel en 1960.

Valeriy Brumel fait partie des trois sauteurs en hauteur soviétiques sélectionnés pour les Jeux olympiques d'été de 1960, fin août à Rome, en compagnie de Robert Shavlakadze et Viktor Bolchov. L'Américain John Thomas, qui a récemment amélioré à trois reprises le record du monde de la discipline avec 2,17 m, 2,18 m et 2,22 m est le grand favori du concours. À la lutte avec les trois Soviétiques à l'amorce d'une barre à 2,16 m, Thomas essuie trois revers successifs, contrairement à Shavlakadze et Brumel qui parviennent à franchir cette hauteur, la dernière du concours. Brumel s'incline finalement au nombre d'essais face à son compatriote mais obtient, à 18 ans seulement, la médaille d'argent, son premier titre international majeur. Il poursuit sa saison en améliorant à plusieurs reprises son record personnel, réalisant successivement 2,18 m fin septembre à Odessa et 2,19 m en octobre à Lougansk. Fin octobre 1960 à Oujgorod (Ukraine), le Soviétique établit un nouveau record continental avec 2,20 m mais échoue à trois reprises à 2,23 m, qui est un centimètre au-dessus du record du monde de Thomas.

### Période de domination de 1961 à 1963, records du monde
La période de domination de Valeriy Brumel débute en 1961 et va s’étendre jusqu'en 1964. Au début de l'année 1961, le Soviétique réalise 2,21 m puis 2,25 m lors de rencontres en salle à Leningrad, performance constituant le meilleur saut jamais réalisé en salle mais n'étant pas encore considéré comme un record du monde par l'IAAF. Il effectue ensuite une tournée aux États-Unis où il domine à plusieurs reprises son rival John Thomas. Fin juin 1961 à Moscou, le Soviétique établit le premier de ses six records du monde en franchissant 2,23 m, améliorant d’un centimètre le record de Thomas datant de 1960. Moins d'un mois plus tard, toujours à Moscou, Brumel améliore d'un centimètre son propre record mondial avec 2,24 m. Il participe fin août aux Universiades d'été de Sofia où il remporte largement le concours devant son compatriote Igor Kashkarov, qui avait été médaillé de bronze aux Jeux olympiques de 1956 à Melbourne. Il franchit à son troisième essai une barre à 2,25 m et signe à cette occasion son troisième record du monde consécutif en moins de trois mois. Il conclut la saison 1961 en ayant effectué onze sauts au-delà des 2,20 m.
Son entraîneur depuis trois ans, Vladimir Dyatchkov, décide en début de saison 1962 d’intensifier les séances d'entrainement de Valeriy Brumel, notamment par le renforcement du travail musculaire, dans le but d’acquérir une course d'élan plus rapide et un appel plus efficace. Ainsi, le Soviétique est chronométré en 10 s 50 sur 100 mètres et réalise 7,65 m au saut en longueur, performances de premier plan dans ces autres disciplines. Il commence sa saison fin juillet 1962 à Palo Alto, à l'occasion de la rencontre États-Unis - URSS. Il y remporte le concours devant John Thomas et établit un nouveau record du monde à 2,26 m. Pourtant en pleine guerre froide, les 80 000 spectateurs américains présents lors de cet évènement réservent au Soviétique une ovation debout de près de cinq minutes. Favori des Championnats d'Europe d'athlétisme disputés début septembre à Belgrade, Brumel remporte son premier et unique titre continental en franchissant 2,21 m, devançant nettement le Suédois Stig Pettersson (2,13 m) et son compatriote Robert Shavlakadze (2,09 m). Quelques jours plus tard, à Moscou, il signe le cinquième record du monde de sa carrière avec 2,27 m, réalisé au premier essai.
Le 21 juillet 1963 à Moscou, Valeriy Brumel participe à la rencontre internationale URSS - États-Unis, devant 95 000 spectateurs et sous les yeux du dirigeant soviétique Nikita Khrouchtchev et de l'ambassadeur américain Averell Harriman, en pleine négociation du traité d’interdiction des essais nucléaires. Il remporte sous la pluie le concours et établit à cette occasion son sixième et dernier record du monde en franchissant 2,28 m, soit une hauteur supérieure de 43 centimètres à sa taille, qui est de 1,85 m.
Sept ans plus tard en 1970, le Chinois Ni Chih-Chin bat ce record d'un centimètre (2,29 m) mais celui-ci n’a jamais été homologué car la Chine ne faisait à l’époque pas encore partie de l'IAAF. Ce ne sera que l’année suivante, en 1971, que cette hauteur de 2,29 m va être officiellement franchie par l'Américain Pat Matzdorf.
Début septembre 1963 à Porto Alegre, moins de deux mois après son dernier record du monde, Brumel remporte pour la seconde fois l’Universiade d'été en effaçant une barre à 2,15 m.

### Titre olympique à Tokyo en 1964

Valery Brumel sur le podium des Jeux olympiques de 1964, devançant les deux Américains John Thomas et John Rambo.

Valeriy Brumel observe une longue période de repos avant le début de la saison 1964. Handicapé par une tendinite chronique au genou, provoquée entre autres par la multiplication de ses sauts lors des trois dernières années et par l'intensité de ses entrainements, il fait son retour sur les pistes en juin 1964 à Zurich où il franchit 2,24 m avant d'échouer par trois fois à 2,29 m. C'est invaincu depuis 1961 qu'il se présente début octobre aux Jeux olympiques de Tokyo. Qualifié difficilement pour la finale avec 2,03 m réussi à son dernier essai, le Soviétique n'est pas au mieux de sa forme en finale en ne passant 2,14 m qu'au troisième essai. Il se reprend par la suite en réalisant 2,16 m au premier essai, alors que les Américains John Thomas et John Rambo doivent s'y reprendre à plusieurs fois. Enfin, Brumel et Thomas réussissent 2,18 m à leur première tentative. Plus aucune barre n’est ensuite franchie et Brumel devient champion olympique au nombre d'essais.

### Accident de la route et interruption de carrière
Le 7 octobre 1965 à Moscou, quelques jours après une compétition disputée au stade de Colombes, Valeriy Brumel est victime d'un accident de la route. Acceptant l'invitation d'un ami de le ramener chez lui, la motocyclette utilisée dérape sur la chaussée glissante et percute un mur de protection en pierre. Le Soviétique souffre de multiples fractures au tibia et aux chevilles, ainsi que d'un sectionnement à 80 % du tendon d'Achille gauche. Ayant évité l'amputation, Brumel recommence à marcher en janvier 1966 et quitte l’hôpital en octobre, soit un an après le drame. En mai 1968, il subit une nouvelle opération chirurgicale qui consiste à lui poser un appareil permettant à l'os de se reformer et à sa jambe de retrouver sa longueur normale. Pratiquement rétabli en fin d'année 1968, Brumel décide de reprendre la compétition dès l'année suivante. Il parvient à franchir 2,00 m en 1969 et atteint 2,06 m en 1970, date à laquelle il met définitivement un terme à sa carrière sportive.

### Mort
Brumel meurt en 2003 et est inhumé au cimetière de Novodievitchi à Moscou.
En 2014, il est admis au Temple de la renommée de l'IAAF.

## Palmarès

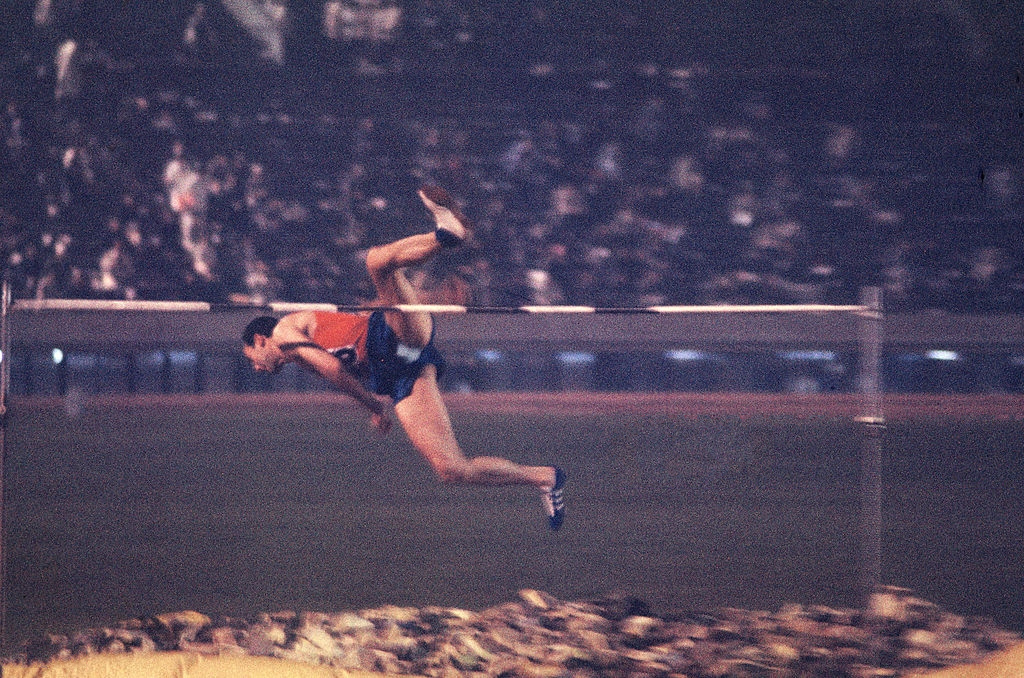
Valeriy Brumel aux Jeux olympiques de Tokyo en 1964.

| Date | Compétition           | Lieu         | Résultat | Performance |
| ---- | --------------------- | ------------ | -------- | ----------- |
| 1960 | Jeux olympiques       | Rome         | 2e       | 2,16 m      |
| 1961 | Universiade           | Sofia        | 1er      | 2,25 m      |
| 1962 | Championnats d'Europe | Belgrade     | 1er      | 2,21 m      |
| 1963 | Universiade           | Porto Alegre | 1er      | 2,15 m      |
| 1964 | Jeux olympiques       | Tokyo        | 1er      | 2,18 m      |

## Records

### Records personnels
| Épreuve         | Performance | Lieu   | Date            |
| --------------- | ----------- | ------ | --------------- |
| Saut en hauteur | 2,28 m      | Moscou | 21 juillet 1963 |

### Records du monde
| Hauteur | Date              | Lieu      |
| ------- | ----------------- | --------- |
| 2,23 m  | 18 juin 1961      | Moscou    |
| 2,24 m  | 19 juillet 1961   | Moscou    |
| 2,25 m  | 31 août 1961      | Sofia     |
| 2,26 m  | 22 juillet 1962   | Palo Alto |
| 2,27 m  | 29 septembre 1962 | Moscou    |
| 2,28 m  | 21 juillet 1963   | Moscou    |

### Records d'Europe
| Hauteur | Date              | Lieu      |
| ------- | ----------------- | --------- |
| 2,17 m  | 13 août 1960      | Moscou    |
| 2,18 m  | 17 septembre 1960 | Odessa    |
| 2,19 m  | 9 octobre 1960    | Lougansk  |
| 2,20 m  | 25 octobre 1960   | Oujgorod  |
| 2,23 m  | 18 juillet 1961   | Moscou    |
| 2,24 m  | 19 juillet 1961   | Moscou    |
| 2,25 m  | 31 août 1961      | Sofia     |
| 2,26 m  | 22 juillet 1962   | Palo Alto |
| 2,27 m  | 29 septembre 1962 | Moscou    |
| 2,28 m  | 21 juillet 1963   | Moscou    |

## Sources
- Robert Parienté et Alain Billouin, La fabuleuse histoire de l'Athlétisme, Paris, Minerva, 2003  (ISBN 978-2-8307-0727-4)